# Leo Komarov
Leo Komarov (n. 23 ianuarie 1987, Narva, RSS Estonă, URSS) este un jucător de hochei pe gheață ce a reprezentat Finlanda, medaliat olimpic. A participat la o ediție a Jocurilor Olimpice (2014) în care a câștigat o medalie de bronz.

## Participări
Lista de mai jos prezintă principalele competiții la care a participat Leo Komarov de-a lungul carierei.
- hokkei s șaiboi na zimnih Olimpiiskih igrah 2014 (mujcinî)[*]